# Melipona mondury
là loại ong mật không ngòi đốt
Melipona mondury là một loài Hymenoptera trong họ Apidae. Loài này được Smith mô tả khoa học năm 1863.